# Landesherr
Als Landesherr bezeichnet man für den Zeitraum vom Mittelalter bis in die Neuzeit den Inhaber der Landeshoheit in einem Territorium, wo er die höchste Herrschaftsgewalt ausübte. Der Landesherr war in der Regel ein durch Geburtsrecht oder Lehnsrecht bestimmter Eigentümer oder Verwalter eines Herrschaftsbereiches und Angehöriger des Adels oder des hohen Klerus.

## Entwicklung der Landesherrschaft im Heiligen Römischen Reich

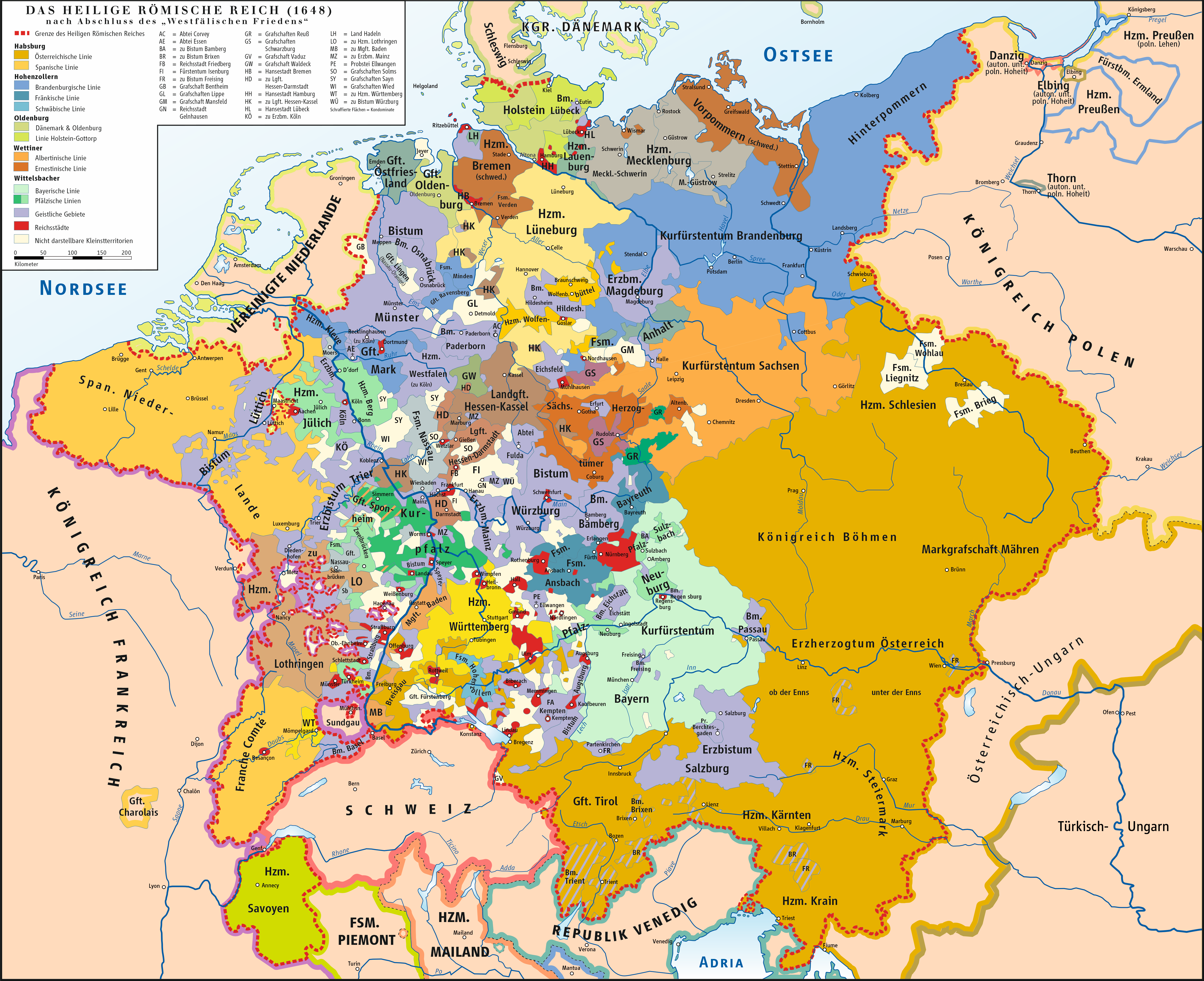
Das Heilige Römische Reich 1648

Im Heiligen Römischen Reich waren die Herrscher der einzelnen Territorien bzw. der einzelnen Reichsglieder (die Reichsstände) die Landesherren der von ihnen regierten Gebiete. Der Begriff ist daher eng mit dem der Territorialisierung verbunden. Der Begriff Landesherrschaft ist seit dem 15. Jahrhundert bezeugt. Die genaue Deutung anhand der Quellenaussagen ist problematisch, doch wird der Begriff Landesherr/Landesherrschaft in der historischen Forschung als Abstraktion benutzt, um damit die Herrschaft weltlicher und geistlicher Großen im Heiligen Römischen Reich zu kennzeichnen.
Der Landesherr genoss eine vergleichsweise starke politische Stellung gegenüber dem römisch-deutschen König bzw. Kaiser und war gleichzeitig zur Rechts- und Friedenswahrung in seinem Herrschaftsgebiet verpflichtet. Grundvoraussetzung für den Begriff Landesherr ist die Verknüpfung des Besitzes von Gütern, Grundeigentum und Herrschaft in seinem Territorium. Ein zentrales Merkmal von Landesherrschaft war demnach nicht ein herausgehobener Rang des jeweiligen Herrschers, sondern der eigentumsrechtliche Aspekt der Herrschaft, der erheblichen Allodialbesitz oder zumindest unmittelbare Reichslehen (bei Fürsten sogenannte Fahnlehen) voraussetzte.
Im Mittelalter verfügten Landesherren zunächst nur über ein Bündel von unterschiedlichen Einzelrechten (wie Geleitrecht, Gerichtshoheit oder Münzrecht), doch mit der Ausbildung eines geschlosseneren Territorialkomplexes wurden immer mehr Rechte genauer fixiert. Dazu gehörten die hohe und niedere Gerichtsbarkeit, das Besteuerungsrecht und die Verleihung von Marktrecht und Stadtrecht im eigenen Territorium. Die Übertragung der jeweiligen Gerichtshoheit vom Königtum an die weltlichen und geistlichen Herren im Rahmen des Lehnsrechts erhöhte auch die Legitimation der Landesherren. Die Landesherren bauten im Verlauf des Spätmittelalters die Landesverwaltungen aus (einschließlich Kanzlei, Notariat, Gerichte, Finanzverwaltung und örtliche Amtspersonen) und erreichten damit eine „Herrschaftsintensivierung“, die dem römisch-deutschen König auf der Ebene des Reiches nicht gelang. Allerdings war auch der Landesherr kein absoluter Herrscher und musste zu bestimmten Fragen die Landstände einberufen.
Bereits im 12. Jahrhundert bildeten sich stärker eigenständige Landesherrschaften im Heiligen Römischen Reich heraus, dieser Prozess beschleunigte sich im 13. Jahrhundert durch die beiden wichtigen Privilegien Confoederatio cum principibus ecclesiasticis und Statutum in favorem principum. In letzterem Privileg aus dem Jahr 1231/32 wird erstmals der Begriff domini terrae benutzt, was aber speziell im Sinne von Herren über das Eigentum zu verstehen ist. Die Landesherren hatten sich schließlich im Spätmittelalter nach dem Königtum als stärkste politische Macht etabliert. Die Herausbildung der Landesherrschaft im Reich ist jedoch mit zahlreichen Forschungsproblemen verbunden.

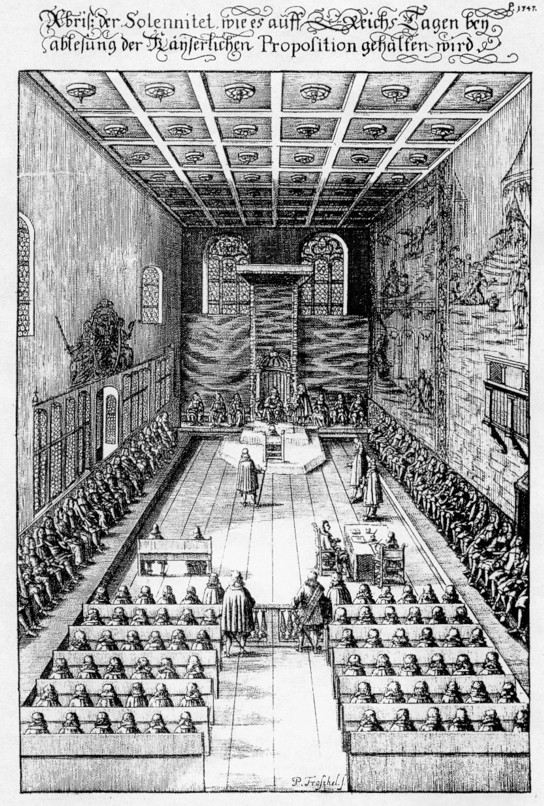
Die Kurien des Reichstages 1675

Ab 1495 wurde der Reichstag zu einer festen Institution. Einen Teil des Reichstages bildete der Reichsfürstenrat, in dem die Fürsten, Reichsgrafen, einige reichsunmittelbare Herren, die Erzbischöfe und Bischöfe (Erz- und Hochstifte) sowie die Reichsprälaten vertreten waren. Neben dem Reichsfürstenrat bestand der Reichstag aus dem Kurfürstenkollegium und dem Reichsstädtekollegium. Für die Aufnahme in den Reichstag war die Zustimmung des Kaisers und später auch der dort vertretenen Stände Voraussetzung. Um die Reichsstandschaft (mit Stimmberechtigung auf einer der vier Grafenbänke oder der beiden Prälatenbänke) im Reichstag zu erlangen, mussten die entsprechenden reichsunmittelbaren Territorien eine beachtliche Mindestgröße aufweisen, eine sogenannte „fürstmäßige Größe und Bedeutung“, was unter anderem daran festgemacht wurde, dass die betreffende Grafschaft oder Prälatur eine eigene Regierungskanzlei mit einer landesherrlichen Verwaltungsstruktur aufweisen konnte. Bereits im Mittelalter gab es zahlreiche reichsunmittelbare Grafschaften und Herrschaften, diesen gelang jedoch erst mit der Erlangung von Sitz und Stimme im Reichsfürstenrat die institutionelle Festigung ihres Status, sodass man erst anschließend von einer Reichsstandschaft dieser Häuser spricht, die zum Hohen Adel gezählt werden. 
Seit der Reformationszeit hatten die Landesherren nach dem Grundsatz Cuius regio, eius religio sogar das Konfessionswahlrecht für ihre Untertanen. Damit war ihre weitgehend eigenständige Landesherrschaft im Reich umfänglich juristisch abgesichert. Die Zahl der Landesherren im Alten Reich schwankte mit den politischen und erbrechtlichen Entwicklungen über die Jahrhunderte. 1792 waren im Kurfürstenkollegium 8 Landesherren, im Reichsfürstenrat auf der Geistlichen Bank 69 Landesherren mit Virilstimmen, auf der Weltlichen Bank 94 Landesherren mit Virilstimmen sowie auf den vier Grafenbänken 124 und den beiden Prälatenbänken 42 Landesherren mit Kuriatstimmen vertreten, insgesamt 337, von denen allerdings ein bis zwei Dutzend durch Personalunion vereinigt waren.
Die Reichsritterschaft hingegen unterstand zwar ebenfalls direkt dem Kaiser und war damit reichsunmittelbar, die Reichsritter selbst zählten aber nicht zu den Reichsständen, da sie nicht im Reichstag vertreten waren, und wurden auch kaum als Landesherren ihrer winzigen Territorien betrachtet. Sie schlossen sich zu Ritterkreisen zusammen, dem Fränkischen Ritterkreis, dem Schwäbischen Ritterkreis und dem Rheinischen Ritterkreis, die mit dem Ende des Reiches 1806 aufgelöst wurden. Zahlreiche bis dahin reichsunmittelbare Fürsten und Grafen, sämtliche Kirchenfürsten sowie auch die Reichsritter kamen in dieser Zeit durch Mediatisierung unter die Herrschaft von Mitgliedsstaaten des Deutschen Bundes. In ihm wurden nur noch die 34 weiter regierenden Fürsten als Landesherren bezeichnet, ab 1871 im Deutschen Kaiserreich nur noch die damals 22 regierenden Könige, Großherzöge, Herzöge und Fürsten, die auch als Bundesfürsten bezeichnet werden.